# Малиновка (Бобруйский район)
Малиновка (бел. Малінаўка) — деревня в составе Бортниковского сельсовета Бобруйского района Могилёвской области Республики Беларусь.

## Население
- 1999 год — 30 человек
- 2010 год — 11 человек
- 2018 год  ― 5 человек